# 인천석천초등학교
인천석천초등학교(仁川石泉初等學校)는 대한민국 인천광역시 남동구 구월동에 있는 공립 초등학교이다.

## 학교 연혁
- 1980년: 인천석천국민학교 설립인가
- 1981년 3월 1일: 개교
- 2017년 2월 8일: 34회 졸업

## 참고 자료
- 인천석천초등학교 - 한국교육학술정보원 학교알리미